# Équipe de Belgique de football en 1993
Maillots
Chronologie
Saison précédente Saison suivante
L'équipe de Belgique de football dispute en 1993 la seconde partie des éliminatoires pour la Coupe du Monde aux États-Unis.

## Objectifs
L'unique objectif pour la Belgique en cette année 1993 est la qualification pour la Coupe du monde.

## Résumé de la saison
Sous la conduite de Van Himst, les Belges terminent en tête de leur groupe de qualification pour la Coupe du monde 1994, à égalité avec la Roumanie. Durant sa préparation, la Belgique signe la plus large victoire de son histoire jusqu'alors en s'imposant (9-0) face à la Zambie, Josip Weber inscrivant cinq buts au cours du match. Grâce à leurs bonnes performances lors des éditions précédentes, ils héritent du statut de tête de série pour la phase finale aux États-Unis. Les Diables Rouges entament la compétition par deux victoires, sur le Maroc (1-0) et les Pays-Bas (1-0), grâce notamment à Michel Preud'homme, élu meilleur gardien de but du tournoi. Ils se font pourtant surprendre lors de leur dernier match contre l'Arabie saoudite (0-1) et terminent 3e, à la différence de buts. Ils héritent en huitième de finale de l'Allemagne, tenante du titre, et s'inclinent (3-2), face à leur « bête noire ».

## Bilan de l'année
Au coude à coude avec la Roumanie pendant toute la durée de la campagne, la Belgique doit aussi se méfier de la Tchécoslovaquie et du pays de Galles qui la talonnent en embuscade et la qualification se joue lors de l'ultime journée, justement face aux Tchèques et Slovaques. Les Diables Rouges perdent Philippe Albert exclu en début de seconde mi-temps mais tiennent bon et décrochent leur ticket pour les États-Unis, l'objectif est atteint.
Au classement mondial de la FIFA, la Belgique sort du top 20 et chute de 8 places à la 25e position.

### Coupe du monde 1994

#### Éliminatoires (zone Europe, Groupe 4)
| Rang | Équipe          | Pts | J  | G | N | P  | Bp | Bc | Diff |  | Résultats (▼ dom., ► ext.) |     |     |     |     |     |     |
| ---- | --------------- | --- | -- | - | - | -- | -- | -- | ---- |  | -------------------------- | --- | --- | --- | --- | --- | --- |
| 1    | Roumanie        | 15  | 10 | 7 | 1 | 2  | 29 | 12 | +17  |  | Roumanie                   |     | 2-1 | 1-1 | 5-1 | 2-1 | 7-0 |
| 2    | Belgique        | 15  | 10 | 7 | 1 | 2  | 16 | 5  | +11  |  | Belgique                   | 1-0 |     | 0-0 | 2-0 | 1-0 | 3-0 |
| 3    | Tchécoslovaquie | 13  | 10 | 4 | 5 | 1  | 21 | 9  | +12  |  | Tchécoslovaquie            | 5-2 | 1-2 |     | 1-1 | 3-0 | 4-0 |
| 4    | Pays de Galles  | 12  | 10 | 5 | 2 | 3  | 19 | 12 | +7   |  | Pays de Galles             | 1-2 | 2-0 | 2-2 |     | 2-0 | 6-0 |
| 5    | Chypre          | 5   | 10 | 2 | 1 | 7  | 8  | 18 | -10  |  | Chypre                     | 1-4 | 0-3 | 1-1 | 0-1 |     | 3-1 |
| 6    | Îles Féroé      | 0   | 10 | 0 | 0 | 10 | 1  | 38 | -37  |  | Îles Féroé                 | 0-4 | 0-3 | 0-3 | 0-3 | 0-2 |     |

- Sélections qualifiées pour la Coupe du monde 1994

### Classement mondial FIFA
| Classement | Équipe   | Score total (déc. 1993) | Points précédents (déc. 1992) | Évolution | Position        |
| ---------- | -------- | ----------------------- | ----------------------------- | --------- | --------------- |
| 23         | Cameroun | 46                      | 43                            | +3        | en diminution   |
| 24         | Écosse   | 45                      | 43                            | +2        | en diminution   |
| 25         | Belgique | 45                      | 48                            | -3        | en diminution   |
| 26         | Égypte   | 45                      | 45                            | ±0        | en diminution   |
| 27         | Zambie   | 45                      | 38                            | +7        | en augmentation |

Source : FIFA.

## Les matchs
| Coupe du monde 1994 Éliminatoires - Groupe 4                     | Chypre  | 0 - 3   | Belgique                 | Stade Makarios Éngomi, Chypre                   |                                                 |
| 13 février 1993 · 19:00 heure locale · Historique des rencontres |         | (0 – 2) | Scifo 2e 6e · Albert 86e | Spectateurs : 1 400 Arbitrage : Piero Ceccarini | Spectateurs : 1 400 Arbitrage : Piero Ceccarini |
| 13 février 1993 · 19:00 heure locale · Historique des rencontres | Rapport |         |                          | Spectateurs : 1 400 Arbitrage : Piero Ceccarini | Spectateurs : 1 400 Arbitrage : Piero Ceccarini |

| Coupe du monde 1994 Éliminatoires - Groupe 4                  | Pays de Galles       | 2 - 0   | Belgique | Cardiff Arms Park Cardiff, Pays de Galles         |                                                   |
| 31 mars 1993 · 19:30 heure locale · Historique des rencontres | Giggs 18e · Rush 39e | (2 – 0) |          | Spectateurs : 27 002 Arbitrage : Aron Schmidhuber | Spectateurs : 27 002 Arbitrage : Aron Schmidhuber |
| 31 mars 1993 · 19:30 heure locale · Historique des rencontres | Rapport              |         |          | Spectateurs : 27 002 Arbitrage : Aron Schmidhuber | Spectateurs : 27 002 Arbitrage : Aron Schmidhuber |

| Coupe du monde 1994 Éliminatoires - Groupe 4                 | Belgique                           | 3 - 0   | Îles Féroé | Stade Constant Vanden Stock Anderlecht, Belgique     |                                                      |
| 22 mai 1993 · 19:30 heure locale · Historique des rencontres | Wilmots 34e 75e · Scifo 51e (pen.) | (2 – 0) |            | Spectateurs : 20 641 Arbitrage : Brendan Shorte (hu) | Spectateurs : 20 641 Arbitrage : Brendan Shorte (hu) |
| 22 mai 1993 · 19:30 heure locale · Historique des rencontres | Rapport                            |         |            | Spectateurs : 20 641 Arbitrage : Brendan Shorte (hu) | Spectateurs : 20 641 Arbitrage : Brendan Shorte (hu) |

| Match amical                                                    | Belgique        | 2 - 1   | Gabon       | Stade Constant Vanden Stock Anderlecht, Belgique      |                                                       |
| 6 octobre 1993 · 20:00 heure locale · Historique des rencontres | Wilmots 45e 89e | (1 – 1) | Mackaya 38e | Spectateurs : 11 226 Arbitrage : Friedrich Kaupe (hu) | Spectateurs : 11 226 Arbitrage : Friedrich Kaupe (hu) |
| 6 octobre 1993 · 20:00 heure locale · Historique des rencontres | Rapport         |         |             | Spectateurs : 11 226 Arbitrage : Friedrich Kaupe (hu) | Spectateurs : 11 226 Arbitrage : Friedrich Kaupe (hu) |

Note : Première rencontre officielle entre les deux nations.
| Coupe du monde 1994 Éliminatoires - Groupe 4                     | Roumanie                              | 2 - 1   | Belgique         | Stade Steaua Bucarest, Roumanie              |                                              |
| 13 octobre 1993 · 19:00 heure locale · Historique des rencontres | Răducioiu 67e (pen.) · Dumitrescu 84e | (0 – 0) | Scifo 88e (pen.) | Spectateurs : 38 000 Arbitrage : Sándor Puhl | Spectateurs : 38 000 Arbitrage : Sándor Puhl |
| 13 octobre 1993 · 19:00 heure locale · Historique des rencontres | Rapport                               |         |                  | Spectateurs : 38 000 Arbitrage : Sándor Puhl | Spectateurs : 38 000 Arbitrage : Sándor Puhl |

| Coupe du monde 1994 Éliminatoires - Groupe 4                      | Belgique        | 0 - 0   | R.T.S. | Stade Constant Vanden Stock Anderlecht, Belgique |                                               |
| 17 novembre 1993 · 20:00 heure locale · Historique des rencontres |                 | (0 – 0) |        | Spectateurs : 17 296 Arbitrage : Hellmut Krug    | Spectateurs : 17 296 Arbitrage : Hellmut Krug |
| 17 novembre 1993 · 20:00 heure locale · Historique des rencontres | Albert 27e, 49e | Rapport |        | Spectateurs : 17 296 Arbitrage : Hellmut Krug    | Spectateurs : 17 296 Arbitrage : Hellmut Krug |

Note : Dernier match de la Tchécoslovaquie, déjà engagée dans la compétition et maintenue jusqu'à la fin des éliminatoires de la Coupe du monde 1994, elle dispute ses dernières rencontres de qualification sous la bannière de la RTS, Représentation des Tchèques et des Slovaques, réunis pour leur dernier match commun après la dissolution de l'état et la création des deux républiques au 1er janvier 1993.

## Les joueurs
| Joueurs                 | Joueurs           | QCM 1994 | QCM 1994 | QCM 1994 | Amical | QCM 1994 | QCM 1994 |
| ----------------------- | ----------------- | -------- | -------- | -------- | ------ | -------- | -------- |
| Gardiens de but         |                   |          |          |          |        |          |          |
| Michel Preud'homme      | KV Malines        | 90       | 90       | 90       | 49e    | 90       |          |
| Gilbert Bodart          | Standard de Liège | r        | r        | r        |        |          |          |
| Filip De Wilde          | RSC Anderlecht    |          |          |          | 49e    | r        | 90       |
| Dany Verlinden          | Club Bruges KV    |          |          |          |        |          | r        |
| Défenseurs              |                   |          |          |          |        |          |          |
| Dirk Medved             | KAA La Gantoise   | 90       | 46e      | r        | 90     | 90       | 90       |
| Georges Grün            | Parme AC          | 90       | 90 20e   | 90       |        | 90       |          |
| Philippe Albert         | RSC Anderlecht    | 90       | 90       |          | 90     | 90       | 27e, 49e |
| Rudi Smidts             | Royal Antwerp FC  | 90       | 90       | 75e      | 46e    | 90       | 90       |
| Régis Genaux            | Standard de Liège | r        | r        |          | 46e    |          |          |
| Vital Borkelmans        | Club Bruges KV    | r        | r        |          | 46e    | 71e      | r        |
| Marc Emmers             | RSC Anderlecht    |          |          | 90       |        |          |          |
| Glen De Boeck           | RSC Anderlecht    |          |          |          | 90     | r        |          |
| Michel De Wolf          | RSC Anderlecht    |          |          |          |        |          | 90       |
| Milieux                 |                   |          |          |          |        |          |          |
| Enzo Scifo              | Torino Calcio     | 87e      | 90       | 90       |        | 90       | 90       |
| Lorenzo Staelens        | Club Bruges KV    | 90       | 90       | 90       | 90     | 90       | 90       |
| Franky Van der Elst     | Club Bruges KV    | 90       | 90       | 90       |        | 90       | 90       |
| Danny Boffin            | RSC Anderlecht    | 90       | 90       | 90       | 90     | 90       | 52e      |
| Stephan Van der Heyden  | Club Bruges KV    |          |          | r        | 46e    |          |          |
| Éric Van Meir           | R Charleroi SC    |          |          |          | 90     | r        |          |
| Bruno Versavel          | RSC Anderlecht    |          |          |          |        |          | 90       |
| Attaquants              |                   |          |          |          |        |          |          |
| Marc Degryse            | RSC Anderlecht    | 90       | 90       | 90       |        |          |          |
| Luc Nilis               | RSC Anderlecht    | 75e      |          | 90       |        |          | 79e      |
| Michaël Goossens        | Standard de Liège | 87e      |          |          | r      |          |          |
| Alexandre Czerniatynski | Royal Antwerp FC  | 75e      | 66e      | r        | 90     | 78e      | 79e      |
| Luis Oliveira           | Cagliari Calcio   |          | 46e      | 75e      |        | 71e      | 52e 52e  |
| Francis Severeyns       | Royal Antwerp FC  |          | 66e      |          |        |          |          |
| Marc Wilmots            | Standard de Liège |          |          | 90       | 90     | 78e      | r        |

Un « r » indique un joueur qui était parmi les remplaçants mais qui n'est pas monté au jeu.
1. 1 2 3  Première sélection officielle pour le joueur.
2. ↑  Dernière sélection officielle pour le joueur.

## Aspects socio-économiques

### Couverture médiatique
| Jour de diffusion | Match                     | Compétition    | Diffuseur francophone | Diffuseur néerlandophone |
| ----------------- | ------------------------- | -------------- | --------------------- | ------------------------ |
| 13 février 1993   | Chypre - Belgique         | Coupe du monde | RTBF                  | BRTN                     |
| 31 mars 1993      | Pays de Galles - Belgique | Coupe du monde | RTBF                  | VTM                      |
| 22 mai 1993       | Belgique - Îles Féroé     | Coupe du monde | RTBF                  | VTM                      |
| 6 octobre 1993    | Belgique - Gabon          | Amical         | RTBF                  | BRTN                     |
| 13 octobre 1993   | Roumanie - Belgique       | Coupe du monde | RTBF                  | VTM                      |
| 17 novembre 1993  | Belgique - R.T.S.         | Coupe du monde | RTBF                  | VTM                      |

Source : Programme TV dans Gazet van Antwerpen.

## Sources

### Archives
1. ↑  (nl) « Concentra online archief », sur krantenarchief.concentra.be, Mediahuis.

### Statistiques
1. ↑  « CLASSEMENT MASCULIN », sur fifa.com, FIFA, 23 décembre 1993 (consulté le 14 août 2021)